# Monument eroilor căzuți în 1941-1945 (Talmaza)
Monumentul eroilor căzuți în 1941-1945 este un monument amplasat în Talmaza, raionul Ștefan Vodă, Republica Moldova. Este un monument istoric de importanță națională inclus în Registrul monumentelor Republicii Moldova ocrotite de stat cu nr. 339 (raionul Ștefan Vodă). Datează din 1964.